# Phoenix (musikalbum)
Phoenix är ett album av det progressiva rockbandet Asia, utgivet i april 2008. Det var det första studioalbumet sedan återföreningen av originaluppsättningen av gruppen, som dessförinnan inte spelat tillsammans sedan Alpha 1983.
Albumet nådde 73:e plats på Billboard 200, bandets bästa placering på listan sedan 1985 års Astra.

## Låtlista
1. "Never Again" - 4:55
2. "Nothing's Forever" - 5:46
3. "Heroine" - 4:53
4. "Sleeping Giant/No Way Back/Reprise" - 8:11
5. "Alibis" - 5:40
6. "I Will Remember You" - 5:10
7. "Shadow of a Doubt" - 4:18
8. "Parallel Worlds/Vortex/Deya" - 8:12
9. "Wish I'd Known All Along" - 4:06
10. "Orchard of Mines" - 5:12
11. "Over and Over" - 3:34
12. "An Extraordinary Life" - 4:57

## Medverkande
- Geoffrey Downes - keyboard
- Steve Howe - gitarr, sång
- Carl Palmer - percussion, trummor
- John Wetton - bas, sång
- Hugh McDowell - cello